# All You're Dreaming of
All You're Dreaming of è un singolo del cantautore britannico Liam Gallagher, pubblicato il 27 novembre 2020. 
I proventi della pubblicazione del brano sono stati devoluti all'associazione benefica Action for Children.

## Descrizione
Il brano è nato durante il periodo di lockdown imposto dalla pandemia di COVID-19 ed è stato composto da Liam Gallagher e Simon Aldred. A proposito della canzone, in un'intervista concessa a Radio X, Gallagher ha dichiarato:

## Video musicale
Il videoclip del brano è stato diffuso l'8 dicembre 2020 e vede la regia di Anthony Byrne, lo stesso della serie tv Peaky Blinders. Contiene un riferimento a John Lennon, nel quarantennale del suo omicidio: la frase "This is not here" che si legge su una finestra è la stessa che compare nel video di Imagine.

## Tracce
1. All You're Dreaming of – 4:02

## Formazione
- Liam Gallagher – voce
- Simon Aldred – chitarra acustica
- Mike Moore – chitarra acustica, chitarra elettrica
- Andrew Wyatt – pianoforte, tastiere, basso, cori
- Chris Elliott – arrangiamento archi e ottoni